# Zwemmen op de Olympische Zomerspelen 2004
Het olympisch zwemtoernooi bij de Spelen van Athene (2004) was erg succesvol voor de Amerikaan Michael Phelps, die zes gouden en twee bronzen medailles won. Phelps domineerde niet alleen de 200 en 400 meter wisselslag, maar behaalde ook tweemaal goud op de vlinderslag. Zijn vijfde en laatste gouden plak won hij met de Amerikaanse estafetteploeg in de 4x200 meter vrije slag.

## Mannen

### 50 m vrije slag
| rang   | sporter              | land | tijd  |
| ------ | -------------------- | ---- | ----- |
| Goud   | Gary Hall jr.        | USA  | 21,93 |
| Zilver | Duje Draganja        | CRO  | 21,94 |
| Brons  | Roland Mark Schoeman | RSA  | 22,02 |
| 4      | Stefan Nystrand      | SWE  | 22,08 |
| 5      | Jason Lezak          | USA  | 22,11 |
| 6      | Brett Hawke          | AUS  | 22,18 |
| 7      | Oleksandr Volynets   | UKR  | 22,26 |
| 8      | Salim Iles           | ALG  | 22,37 |

### 100 m vrije slag
| rang   | sporter                   | land | tijd  |
| ------ | ------------------------- | ---- | ----- |
| Goud   | Pieter van den Hoogenband | NED  | 48,17 |
| Zilver | Roland Mark Schoeman      | RSA  | 48,23 |
| Brons  | Ian Thorpe                | AUS  | 48,56 |
| 4      | Ryk Neethling             | RSA  | 48,63 |
| 5      | Filippo Magnini           | ITA  | 48,99 |
| 6      |                           | CRO  | 49,23 |
| 7      | Salim Iles                | ALG  | 49,30 |
| 7      | Andrej Kapralov           | RUS  | 49,30 |

### 200 m vrije slag
| rang   | sporter                   | land | tijd       |
| ------ | ------------------------- | ---- | ---------- |
| Goud   | Ian Thorpe                | AUS  | OR 1.44,71 |
| Zilver | Pieter van den Hoogenband | NED  | 1.45,23    |
| Brons  | Michael Phelps            | USA  | 1.45,32    |
| 4      | Klete Keller              | USA  | 1.46,13    |
| 5      | Grant Hackett             | AUS  | 1.46,56    |
| 6      | Rick Say                  | CAN  | 1.47,55    |
| 7      | Simon Burnett             | GBR  | 1.48,02    |
| 8      | Emiliano Brembilla        | ITA  | 1.48,40    |

### 400 m vrije slag
| rang   | sporter               | land | tijd    |
| ------ | --------------------- | ---- | ------- |
| Goud   | Ian Thorpe            | AUS  | 3.43,10 |
| Zilver | Grant Hackett         | AUS  | 3.43,36 |
| Brons  | Klete Keller          | USA  | 3.44,11 |
| 4      | Larsen Jensen         | USA  | 3.46,08 |
| 5      | Massimiliano Rosolino | ITA  | 3.46,25 |
| 6      | Joeri Priloekov       | RUS  | 3.46,69 |
| 7      | Spyridon Gianniotis   | GRE  | 3.48,77 |
| 8      | Takeshi Matsuda       | JPN  | 3.48,96 |

### 1500 m vrije slag
| rang   | sporter             | land | tijd        |
| ------ | ------------------- | ---- | ----------- |
| Goud   | Grant Hackett       | AUS  | OR 14.43,40 |
| Zilver | Larsen Jensen       | USA  | 14.45,29    |
| Brons  | David Davies        | GBR  | ER 14.45,95 |
| 4      | Joeri Priloekov     | RUS  | 14.52,48    |
| 5      | Spyridon Gianniotis | GRE  | 15.03,69    |
| 6      | Graeme Smith        | GBR  | 15.09,71    |
| 7      | Dragoş Coman        | ROU  | 15.10,21    |
| 8      | Craig Stevens       | AUS  | 15.13,66    |

### 100 m rugslag
| rang   | sporter           | land | tijd  |
| ------ | ----------------- | ---- | ----- |
| Goud   | Aaron Peirsol     | USA  | 54,06 |
| Zilver | Markus Rogan      | AUT  | 54,35 |
| Brons  | Tomomi Morita     | JPN  | 54,36 |
| 4      | Lenny Krayzelburg | USA  | 54,38 |
| 5      | Matt Welsh        | AUS  | 54,52 |
| 6      | László Cseh       | HUN  | 54,61 |
| 7      | Steffen Driesen   | GER  | 54,63 |
| 8      | Marco di Carli    | GER  | 55,27 |

### 200 m rugslag
| rang   | sporter       | land | tijd       |
| ------ | ------------- | ---- | ---------- |
| Goud   | Aaron Peirsol | USA  | OR 1.54,95 |
| Zilver | Markus Rogan  | AUT  | 1.57,35    |
| Brons  | Răzvan Florea | ROU  | 1.57,56    |
| 4      | James Goddard | GBR  | 1.57,76    |
| 5      | Tomomi Morita | JPN  | 1.58,40    |
| 6      | Simon Dufour  | FRA  | 1.58,49    |
| 7      | Gregor Tait   | GBR  | 1.59,28    |
| 8      | Blaž Medvešek | SLO  | 2.00,06    |

### 100 m schoolslag
| rang   | sporter            | land | tijd    |
| ------ | ------------------ | ---- | ------- |
| Goud   | Kosuke Kitajima    | JPN  | 1.00,08 |
| Zilver | Brendan Hansen     | USA  | 1.00,25 |
| Brons  | Hugues Duboscq     | FRA  | 1.00,88 |
| 4      | Mark Gangloff      | USA  | 1.01,17 |
| 5      | Vladislav Poljakov | KAZ  | 1.01,34 |
| 6      | James Gibson       | GBR  | 1.01,36 |
| 7      | Darren Mew         | GBR  | 1.01,66 |
| 8      | Oleh Lisohor       | UKR  | 1.02,42 |

Kosuke Kitajima zwom een OR in de halve finales, tijd 1.00,01.

### 200 m schoolslag
| rang   | sporter            | land | tijd       |
| ------ | ------------------ | ---- | ---------- |
| Goud   | Kosuke Kitajima    | JPN  | OR 2.09,44 |
| Zilver | Dániel Gyurta      | HUN  | 2.10,80    |
| Brons  | Brendan Hansen     | USA  | 2.10,87    |
| 4      | Paolo Bossini      | ITA  | 2.11,20    |
| 5      | Vladislav Poljakov | KAZ  | 2.11,76    |
| 6      | Mike Brown         | CAN  | 2.11,94    |
| 7      | Scott Usher        | USA  | 2.11,95    |
| —      | Jim Piper          | AUS  | DQ         |

### 100 m vlinderslag
| rang   | sporter            | land | tijd     |
| ------ | ------------------ | ---- | -------- |
| Goud   | Michael Phelps     | USA  | OR 51,25 |
| Zilver | Ian Crocker        | USA  | 51,29    |
| Brons  | Andrij Serdinov    | UKR  | ER 51,36 |
| 4      | Thomas Rupprath    | GER  | 52,27    |
| 5      | Igor Martsjenko    | RUS  | 52,32    |
| 6      | Gabriel Mangabeira | BRA  | 52,34    |
| 7      | Duje Draganja      | CRO  | 52,46    |
| 8      | Geoff Huegill      | AUS  | 52,53    |

### 200 m vlinderslag
| rang   | sporter            | land | tijd       |
| ------ | ------------------ | ---- | ---------- |
| Goud   | Michael Phelps     | USA  | OR 1.54,04 |
| Zilver | Takashi Yamamoto   | JPN  | 1.54,56    |
| Brons  | Stephen Parry      | GBR  | 1.55,52    |
| 4      | Paweł Korzeniowski | POL  | 1.56,00    |
| 5      | Ioan Gherghel      | ROU  | 1.56,10    |
| 6      | Wu Peng            | CHN  | 1.56,28    |
| 7      | Nikolaj Skvortsov  | RUS  | 1.57,14    |
| 8      | Tom Malchow        | USA  | 1.57,48    |

### 200 m wisselslag
| rang   | sporter             | land | tijd       |
| ------ | ------------------- | ---- | ---------- |
| Goud   | Michael Phelps      | USA  | OR 1.57,14 |
| Zilver | Ryan Lochte         | USA  | 1.58,78    |
| Brons  | George Bovell       | TRI  | 1.58,80    |
| 4      | László Cseh         | HUN  | 1.58,84    |
| 5      | Thiago Pereira      | BRA  | 2.00,11    |
| 6      | Takahiro Mori       | JPN  | 2.00,60    |
| 7      | Vytautas Janušaitis | LTU  | 2.01,28    |
| 8      | Jiro Miki           | JPN  | 2.02,16    |

### 400 m wisselslag
| rang   | sporter           | land | tijd       |
| ------ | ----------------- | ---- | ---------- |
| Goud   | Michael Phelps    | USA  | WR 4.08,26 |
| Zilver | Erik Vendt        | USA  | 4.11,81    |
| Brons  | László Cseh       | HUN  | 4.12,15    |
| 4      | Alessio Boggiatto | ITA  | 4.12,28    |
| 5      | Oussama Mellouli  | TUN  | 4.14,49    |
| 6      | Ioannis Kokkodis  | GRE  | 4.18,60    |
| 7      | Jiro Miki         | JPN  | 4.19,97    |
| 8      | Travis Nederpelt  | AUS  | 4.20,08    |

### 4x100 m vrije slag
| rang   | sporters                                                                                        | land | tijd                    | totale tijd |
| ------ | ----------------------------------------------------------------------------------------------- | ---- | ----------------------- | ----------- |
| Goud   | Roland Mark Schoeman Lyndon Ferns Darian Townsend Ryk Neethling                                 | RSA  | 48,17 48,13 48,96 47,91 | WR 3.13,17  |
| Zilver | Johan Kenkhuis Mitja Zastrow Klaas-Erik Zwering Pieter van den Hoogenband Mark Veens            | NED  | 49,81 49,25 48,51 46,79 | 3.14,36     |
| Brons  | Ian Crocker Michael Phelps Neil Walker Jason Lezak Gabe Woodward Nate Dusing Gary Hall jr.      | USA  | 50,05 48,74 47,97 47,86 | 3.14,62     |
| 4      | Andrej Kapralov Jevgeni Lagoenov Denis Pimankov Aleksandr Popov Ivan Oesov                      | RUS  | 49,27 49,17 49,25 48,06 | 3.15,75     |
| 4      | Lorenzo Vismara Filippo Magnini Michele Scarica Christian Galenda Alessandro Calvi              | ITA  | 49,16 48,30 49,21 49,08 | 3.15,75     |
| 6      | Michael Klim Todd Pearson Eamon Sullivan Ian Thorpe Ashley Callus Jono van Hazel                | AUS  | 49,37 49,07 49,19 48,14 | 3.15,77     |
| 7      | Romain Barnier Julien Sicot Fabien Gilot Frédérick Bousquet Amaury Leveaux                      | FRA  | 49,65 49,31 48,95 48,32 | 3.16,23     |
| 8      | Jens Schreiber Lars Conrad Torsten Spanneberg Stefan Herbst Stephan Kunzelmann Christian Keller | GER  | 49,88 48,72 49,24 49,34 | 3.17,18     |

### 4x200 m vrije slag
| rang   | sporters | land | tijd                            | totale tijd |
| ------ | --- | ---- | ------------------------------- | ----------- |
| Goud   | Michael Phelps Ryan Lochte Peter Vanderkaay Klete Keller Scott Goldblatt Dan Ketchum                           | USA  | 1.46,49 1.47,52 1.47,79 1.45,53 | 7.07,33     |
| Zilver | Grant Hackett Michael Klim Nicholas Sprenger Ian Thorpe Todd Pearson Antony Matkovich Craig Stevens            | AUS  | 1.47,50 1.47,62 1.48,16 1.44,18 | 7.07,46     |
| Brons  | Emiliano Brembilla Massimiliano Rosolino Simone Cercato Filippo Magnini Matteo Pelliciari Federico Cappellazzo | ITA  | 1.48,16 1.46,24 1.49,85 1.47,58 | 7.11,83     |
| 4      | Simon Burnett Gavin Meadows David O'Brien Ross Davenport David Carry                                           | GBR  | 1.47,90 1.48,46 1.49,05 1.47,19 | 7.12,60     |
| 5      | Brent Hayden Brian Johns Andrew Hurd Rick Say Mark Johnston                                                    | CAN  | 1.49,08 1.49,15 1.48,09 1.47,01 | 7.13,33     |
| 6      | Jens Schreiber Heiko Hell Lars Conrad Christian Keller Johannes Österling Stefan Herbst                        | GER  | 1.49,08 1.49,15 1.48,23 1.50,05 | 7.16,51     |
| 7      | Amaury Leveaux Fabien Horth Nicolas Kintz Nicolas Rostoucher                                                   | FRA  | 1.48,57 1.48,67 1.50,01 1.50,18 | 7.17,43     |
| 8      | Apostolos Antonopoulos Dimitrios Manganas Andreas Zisimos Nikolaos Xylouris                                    | GRE  | 1.50,34 1.51,33 1.50,26 1.51,09 | 7.23,02     |

### 4x100 m wisselslag
| rang   | sporters | land | tijd                       | totale tijd |
| ------ | --- | ---- | -------------------------- | ----------- |
| Goud   | Aaron Peirsol Brendan Hansen Ian Crocker Jason Lezak Lenny Krayzelburg Mark Gangloff Michael Phelps Neil Walker | USA  | WR 53,45 59,37 50,28 47,58 | WR 3.30,68  |
| Zilver | Steffen Driesen Jens Kruppa Thomas Rupprath Lars Conrad Helge Meeuw                                             | GER  | 54,26 1.00,50 51,40 47,46  | ER 3.33,62  |
| Brons  | Tomomi Morita Kosuke Kitajima Takashi Yamamoto Yoshihiro Okumura                                                | JPN  | 54,25 59,35 51,87 49,75    | 3.35,22     |
| 4      | Arkadi Vjatsjanin Roman Sloednov Igor Martsjenko Aleksandr Popov Jevgeni Korotysjkin Andrej Kapralov            | RUS  | 55,15 1.01,00 51,74 48,02  | 3.35,91     |
| 5      | Simon Dufour Hugues Duboscq Franck Esposito Frédérick Bousquet                                                  | FRA  | 55,74 1.00,07 52,22 48,54  | 3.36,57     |
| 6      | Pavlo Illitsjov Oleh Lisohor Andrij Serdinov Joeri Jegosjin Valeri Dymo Denys Sylantjev                         | UKR  | 56,19 1.00,99 50,80 48,89  | 3.36,87     |
| 7      | László Cseh Richárd Bodor Zsolt Gáspár Attila Zubor                                                             | HUN  | 54,89 1.00,25 53,32 49,00  | 3.37,46     |
| 8      | Gregor Tait James Gibson James Hickman Matthew Kidd                                                             | GBR  | 55,69 1.00,30 52,64 49,14  | 3.37,77     |

## Vrouwen

### 50 m vrije slag
| rang   | sporter            | land | tijd  |
| ------ | ------------------ | ---- | ----- |
| Goud   | Inge de Bruijn     | NED  | 24,58 |
| Zilver | Malia Metella      | FRA  | 24,89 |
| Brons  | Lisbeth Lenton     | AUS  | 24,91 |
| 4      | Therese Alshammar  | SWE  | 24,93 |
| 5      | Kara Lynn Joyce    | USA  | 25,00 |
| 6      | Michelle Engelsman | AUS  | 25,06 |
| 7      | Jenny Thompson     | USA  | 25,11 |
| 8      | Flávia Delaroli    | BRA  | 25,20 |

### 100 m vrije slag
| rang   | sporter                 | land | tijd  |
| ------ | ----------------------- | ---- | ----- |
| Goud   | Jodie Henry             | AUS  | 53,84 |
| Zilver | Inge de Bruijn          | NED  | 54,16 |
| Brons  | Natalie Coughlin        | USA  | 54,40 |
| 4      | Malia Metella           | FRA  | 54,50 |
| 5      | Kara Lynn Joyce         | USA  | 54,54 |
| 6      | Nery Mantey Niangkouara | GRE  | 54,81 |
| 7      | Martina Moravcová       | SVK  | 55,12 |
| 8      | Alena Poptsjanka        | BLR  | 55,24 |

Jodie Henry zwom een WR in de halve finales, tijd 53,52.

### 200 m vrije slag
| rang   | sporter               | land | tijd    |
| ------ | --------------------- | ---- | ------- |
| Goud   | Camelia Potec         | ROU  | 1.58,03 |
| Zilver | Federica Pellegrini   | ITA  | 1.58,22 |
| Brons  | Solenne Figuès        | FRA  | 1.58,45 |
| 4      | Paulina Barzycka      | POL  | 1.58,62 |
| 5      | Franziska van Almsick | GER  | 1.58,88 |
| 6      | Dana Vollmer          | USA  | 1.58,98 |
| 7      | Pang Jiaying          | CHN  | 1.59,16 |
| 8      | Josefin Lillhage      | SWE  | 1.59,20 |

### 400 m vrije slag
| rang   | sporter            | land | tijd       |
| ------ | ------------------ | ---- | ---------- |
| Goud   | Laure Manaudou     | FRA  | ER 4.05,34 |
| Zilver | Otylia Jędrzejczak | POL  | 4.05,84    |
| Brons  | Kaitlin Sandeno    | USA  | 4.06,19    |
| 4      | Camelia Potec      | ROU  | 4.06,34    |
| 5      | Ai Shibata         | JPN  | 4.07,51    |
| 6      | Sachiko Yamada     | JPN  | 4.10,91    |
| 7      | Linda Mackenzie    | AUS  | 4.10,92    |
| 8      | Rebecca Cooke      | GBR  | 4.11,35    |

### 800 m vrije slag
| rang   | sporter          | land | tijd    |
| ------ | ---------------- | ---- | ------- |
| Goud   | Ai Shibata       | JPN  | 8.24,54 |
| Zilver | Laure Manaudou   | FRA  | 8.24,96 |
| Brons  | Diana Munz       | USA  | 8.26,61 |
| 4      | Kalyn Keller     | USA  | 8.26,97 |
| 5      | Erika Villaecija | ESP  | 8.29,04 |
| 6      | Rebecca Cooke    | GBR  | 8.29,37 |
| 7      | Jana Henke       | GER  | 8.33,95 |
| 8      | Simona Păduraru  | ROU  | 8.37,02 |

### 100 m rugslag
| rang   | sporter            | land | tijd    |
| ------ | ------------------ | ---- | ------- |
| Goud   | Natalie Coughlin   | USA  | 1.00,37 |
| Zilver | Kirsty Coventry    | ZIM  | 1.00,50 |
| Brons  | Laure Manaudou     | FRA  | 1.00,88 |
| 4      | Reiko Nakamura     | JPN  | 1.01,05 |
| 5      | Nina Zjivanevskaja | ESP  | 1.01,12 |
| 6      | Antje Buschschulte | GER  | 1.01,39 |
| 7      | Louise Ørnstedt    | DEN  | 1.01,51 |
| 8      | Haley Cope         | USA  | 1.01,76 |

Natalie Coughlin zwom een OR in de halve finales, tijd 1.00,17.

### 200 m rugslag
| rang   | sporter             | land | tijd    |
| ------ | ------------------- | ---- | ------- |
| Goud   | Kirsty Coventry     | ZIM  | 2.09,19 |
| Zilver | Stanislava Komarova | RUS  | 2.09,72 |
| Brons  | Reiko Nakamura      | JPN  | 2.09,88 |
| Brons  | Antje Buschschulte  | GER  | 2.09,88 |
| 5      | Margaret Hoelzer    | USA  | 2.10,70 |
| 6      | Louise Ørnstedt     | DEN  | 2.11,15 |
| 7      | Katy Sexton         | GBR  | 2.12,11 |
| 8      | Aya Terakawa        | JPN  | 2.12,90 |

### 100 m schoolslag
| rang   | sporter             | land | tijd       |
| ------ | ------------------- | ---- | ---------- |
| Goud   | Luo Xuejuan         | CHN  | OR 1.06,64 |
| Zilver | Brooke Hanson       | AUS  | 1.07,15    |
| Brons  | Leisel Jones        | AUS  | 1.07,16    |
| 4      | Amanda Beard        | USA  | 1.07,44    |
| 5      | Sarah Poewe         | GER  | 1.07,53    |
| 6      | Tara Kirk           | USA  | 1.07,59    |
| 7      | Svetlana Bondarenko | UKR  | 1.08,19    |
| —      | Hui Qi              | CHN  | DQ         |

### 200 m schoolslag
| rang   | sporter       | land | tijd       |
| ------ | ------------- | ---- | ---------- |
| Goud   | Amanda Beard  | USA  | OR 2.23,37 |
| Zilver | Leisel Jones  | AUS  | 2.23,60    |
| Brons  | Anne Poleska  | GER  | 2.25,82    |
| 4      | Masami Tanaka | JPN  | 2.25,87    |
| 5      | Ágnes Kovács  | HUN  | 2.26,12    |
| 6      | Hui Qi        | CHN  | 2.26,35    |
| 7      | Mirna Jukić   | AUT  | 2.26,36    |
| 8      | Brooke Hanson | AUS  | 2.26,39    |

### 100 m vlinderslag
| rang   | sporter            | land | tijd  |
| ------ | ------------------ | ---- | ----- |
| Goud   | Petria Thomas      | AUS  | 57,72 |
| Zilver | Otylia Jędrzejczak | POL  | 57,84 |
| Brons  | Inge de Bruijn     | NED  | 57,99 |
| 4      | Jessicah Schipper  | AUS  | 58,22 |
| 5      | Jenny Thompson     | USA  | 58,72 |
| 6      | Martina Moravcová  | SVK  | 58,96 |
| 7      | Alena Poptsjanka   | BLR  | 59,06 |
| 8      | Junko Onishi       | JPN  | 59,83 |

### 200 m vlinderslag
| rang   | sporter            | land | tijd    |
| ------ | ------------------ | ---- | ------- |
| Goud   | Otylia Jędrzejczak | POL  | 2.06,05 |
| Zilver | Petria Thomas      | AUS  | 2.06,36 |
| Brons  | Yuko Nakanishi     | JPN  | 2.08,04 |
| 4      | Kaitlin Sandeno    | USA  | 2.08,18 |
| 5      | Felicity Galvez    | AUS  | 2.09,28 |
| 6      | Mette Jacobsen     | DEN  | 2.10,01 |
| 7      | Paola Cavallino    | ITA  | 2.10,14 |
| 8      | Éva Risztov        | HUN  | 2.10,58 |

### 200 m wisselslag
| rang   | sporter          | land | tijd    |
| ------ | ---------------- | ---- | ------- |
| Goud   | Jana Klotsjkova  | UKR  | 2.11,14 |
| Zilver | Amanda Beard     | USA  | 2.11,70 |
| Brons  | Kirsty Coventry  | ZIM  | 2.12,72 |
| 4      | Ágnes Kovács     | HUN  | 2.13,58 |
| 5      | Teresa Rohmann   | GER  | 2.13,70 |
| 6      | Lara Carroll     | AUS  | 2.13,74 |
| 7      | Katie Hoff       | USA  | 2.13,97 |
| 8      | Beatrice Căslaru | ROU  | 2.15,40 |

### 400 m wisselslag
| rang   | sporter               | land | tijd    |
| ------ | --------------------- | ---- | ------- |
| Goud   | Jana Klotsjkova       | UKR  | 4.34,83 |
| Zilver | Kaitlin Sandeno       | USA  | 4.34,95 |
| Brons  | Georgina Bardach      | ARG  | 4.37,51 |
| 4      | Éva Risztov           | HUN  | 4.39,29 |
| 5      | Joanna Maranhão       | BRA  | 4.40,00 |
| 6      | Nicole Hetzer         | GER  | 4.40,20 |
| 7      | Nam Yoo-sun           | KOR  | 4.50,35 |
| 8      | Vasiliki Angelopoulou | GRE  | 4.50,85 |

### 4x100 m vrije slag
| rang   | sporters                                                                                                | land | tijd                    | totale tijd |
| ------ | --- | ---- | ----------------------- | ----------- |
| Goud   | Alice Mills Lisbeth Lenton Petria Thomas Jodie Henry Sarah Ryan                                         | AUS  | 54,75 53,57 54,67 52,95 | WR 3.35,94  |
| Zilver | Kara Lynn Joyce Natalie Coughlin Amanda Weir Jenny Thompson Colleen Lanne Lindsay Benko Maritza Correia | USA  | 54,74 53,83 54,05 53,77 | 3.36,39     |
| Brons  | Chantal Groot Inge Dekker Marleen Veldhuis Inge de Bruijn Annabel Kosten                                | NED  | 55,45 54,66 54,11 53,37 | 3.37,59     |
| 4      | Antje Buschschulte Petra Dallmann Daniel Götz Franziska van Almsick Britta Steffen                      | GER  | 54,67 54,79 53,99 54,49 | 3.37,94     |
| 5      | Solenne Figuès Céline Couderc Aurore Mongel Malia Metella                                               | FRA  | 55,36 55,20 55,72 53,95 | 3.40,23     |
| 6      | Melanie Marshall Kathryn Evans Karen Pickering Lisa Chapman Alison Sheppard                             | GBR  | 55,42 54,33 55,58 55,49 | 3.40,82     |
| 7      | Josefin Lillhage Johanna Sjöberg Therese Alshammar Anna-Karin Kammerling Cathrin Carlzon                | SWE  | 55,77 55,90 54,18 55,37 | 3.41,22     |
| 8      | Cheng Jiaru Xu Yanwei Yang Yu Zhu Yingwen                                                               | CHN  | 56,20 55,19 56,08 55,43 | 3.42,90     |

### 4x200 m vrije slag
| rang   | sporters                                                                                            | land | tijd                            | totale tijd |
| ------ | --------------------------------------------------------------------------------------------------- | ---- | ------------------------------- | ----------- |
| Goud   | Natalie Coughlin Carly Piper Dana Vollmer Kaitlin Sandeno Lindsay Benko Rhi Jeffrey Rachel Komisarz | USA  | 1.57,74 1.59,39 1.58,12 1.58,17 | WR 7.53,42  |
| Zilver | Zhu Yingwen Xu Yanwei Yang Yu Pang Jiaying Li Ji                                                    | CHN  | 1.59,75 1.58,45 1.59,50 1.58,27 | 7.55,97     |
| Brons  | Franziska van Almsick Petra Dallmann Antje Buschschulte Hannah Stockbauer Janina Götz Sara Harstick | GER  | 1.59,61 2.00,06 1.58,46 1.59,22 | 7.57,35     |
| 4      | Alice Mills Elka Graham Shayne Reese Petria Thomas Linda Mackenzie Giaan Rooney                     | AUS  | 2.00,38 1.59,18 2.00,64 1.57,20 | 7.57,40     |
| 5      | Melanie Marshall Georgina Lee Caitlin McClatchey Karen Pickering Joanne Jackson                     | GBR  | 1.59,39 2.00,50 2.00,48 1.58,74 | 7.59,11     |
| 6      | Tatiana Rouba Melissa Caballero Arantxa Ramos Erika Villaecija                                      | ESP  | 2.00,18 2.00,57 2.02,32 1.59,04 | 8.02,11     |
| 7      | Joanna Maranhão Monique Ferreira Mariana Brochado Paula Baracho                                     | BRA  | 2.01,20 2.01,42 2.01,15 2.01,52 | 8.05,29     |
| 8      | Josefin Lillhage Ida Mattsson Malin Svahnström Lotta Wanberg Johanna Sjöberg                        | SWE  | 1.59,86 2.01,45 2.03,68 2.03,35 | 8.08,34     |

### 4x100 m wisselslag
| rang   | sporters | land | tijd                          | totale tijd |
| ------ | --- | ---- | ----------------------------- | ----------- |
| Goud   | Giaan Rooney Leisel Jones Petria Thomas Jodie Henry Brooke Hanson Jessicah Schipper Alice Mills               | AUS  | 1.01,18 1.06,50 56,67 52,97   | WR 3.57,32  |
| Zilver | Natalie Coughlin Amanda Beard Jenny Thompson Kara Lynn Joyce Haley Cope Tara Kirk Rachel Komisarz Amanda Weir | USA  | OR 59,68 1.06,32 58,81 54,31  | 3.59,12     |
| Brons  | Antje Buschschulte Sarah Poewe Franziska van Almsick Daniela Götz                                             | GER  | 1.00,72 1.07,08 58,54 54,38   | ER 4.00,72  |
| 4      | Chen Xiujun Luo Xuejuan Zhou Yafei Zhu Yingwen Zhan Shu Qi Hui                                                | CHN  | 1.02,00 1.08,82 58,10 54,43   | 4.03,35     |
| 5      | Reiko Nakamura Masami Tanaka Junko Onishi Tomoko Nagai Noriko Inada                                           | JPN  | 1.01,05 1.09,09 59,14 55,55   | 4.04,83     |
| 6      | Stefanie Luiken Madelon Baans Inge de Bruijn Marleen Veldhuis Chantal Groot                                   | NED  | 1.04,83 1.09,55 58,85 54,13   | 4.07,36     |
| 7      | Nina Zjivanevskaja Sara Pérez María Peláez Tatiana Rouba                                                      | ESP  | 1.01,29 1.10,62 1.00,74 54,96 | 4.07,61     |
| —      | Katy Sexton Kirsty Balfour Georgina Lee Kathryn Evans Sarah Price Melanie Marshall                            | GBR  | 1.02,36 1.07,98 59,63 —       | DQ          |

## Medaillespiegel
| Plaats | Land               | NOC    | Goud | Zilver | Brons | Totaal |
| ------ | ------------------ | ------ | ---- | ------ | ----- | ------ |
| 1      | Verenigde Staten   | USA    | 12   | 9      | 7     | 28     |
| 2      | Australië          | AUS    | 7    | 5      | 3     | 15     |
| 3      | Japan              | JPN    | 3    | 1      | 4     | 8      |
| 4      | Nederland          | NED    | 2    | 3      | 2     | 7      |
| 5      | Oekraïne           | UKR    | 2    | 0      | 1     | 3      |
| 6      | Frankrijk          | FRA    | 1    | 2      | 3     | 6      |
| 7      | Polen              | POL    | 1    | 2      | 0     | 3      |
| 8      | Zimbabwe           | ZIM    | 1    | 1      | 1     | 3      |
| 8      | Zuid-Afrika        | RSA    | 1    | 1      | 1     | 3      |
| 10     | China              | CHN    | 1    | 1      | 0     | 2      |
| 11     | Roemenië           | ROU    | 1    | 0      | 1     | 2      |
| 12     | Oostenrijk         | AUT    | 0    | 2      | 0     | 2      |
| 13     | Duitsland          | GER    | 0    | 1      | 4     | 5      |
| 14     | Hongarije          | HUN    | 0    | 1      | 1     | 2      |
| 14     | Italië             | ITA    | 0    | 1      | 1     | 2      |
| 16     | Kroatië            | CRO    | 0    | 1      | 0     | 1      |
| 16     | Rusland            | RUS    | 0    | 1      | 0     | 1      |
| 18     | Groot-Brittannië   | GBR    | 0    | 0      | 2     | 2      |
| 19     | Argentinië         | ARG    | 0    | 0      | 1     | 1      |
| 19     | Trinidad en Tobago | TRI    | 0    | 0      | 1     | 1      |
| Totaal | Totaal             | Totaal | 32   | 32     | 33    | 97     |

Athene 1896 · 
Parijs 1900 · 
St. Louis 1904 · 
Londen 1908 · 
Stockholm 1912 · 
Antwerpen 1920 · 
Parijs 1924 · 
Amsterdam 1928 · 
Los Angeles 1932 · 
Berlijn 1936 · 
Londen 1948 · 
Helsinki 1952 · 
Melbourne 1956 · 
Rome 1960 · 
Tokio 1964 · 
Mexico-stad 1968 · 
München 1972 · 
Montréal 1976 · 
Moskou 1980 · 
Los Angeles 1984 · 
Seoel 1988 · 
Barcelona 1992 · 
Atlanta 1996 · 
Sydney 2000 · 
Athene 2004 · 
Peking 2008 · 
Londen 2012 · 
Rio de Janeiro 2016 ·
Tokio 2020 ·
Parijs 2024 ·
Los Angeles 2028 
Medaillewinnaars · Olympische records
Atletiek · Badminton · Basketbal · Boksen · Boogschieten · Gewichtheffen · Gymnastiek · Handbal · Hockey · Honkbal · Judo · Kanovaren · Moderne vijfkamp · Paardensport · Roeien · Schermen · Schietsport · Schoonspringen · Softbal · Synchroonzwemmen · Taekwondo · Tafeltennis · Tennis · Triatlon · Voetbal · Volleybal · Waterpolo · Wielersport · Worstelen · Zeilen · Zwemmen